# Stylidiaceae
Stylidiaceae R. Br., 1810 è una famiglia di piante angiosperme eudicotiledoni appartenenti all'ordine delle Asterales.

## Etimologia
Il nome della famiglia deriva dal suo genere più importante (Stylidium) la cui etimologia deriva dal greco  στύλος (stylos, colonna) in riferimento alla particolare struttura riproduttiva dei fiori (gimnostemio: gli stami unito allo stilo).
Il nome scientifico di questa famiglia è stato proposto per la prima volta dal botanico britannico Robert Brown (1773-1858) nella pubblicazione "Prodromus Systematis Naturalis Regni Vegetabilis (DC.) - 565. 1810 " del 1810.

## Descrizione

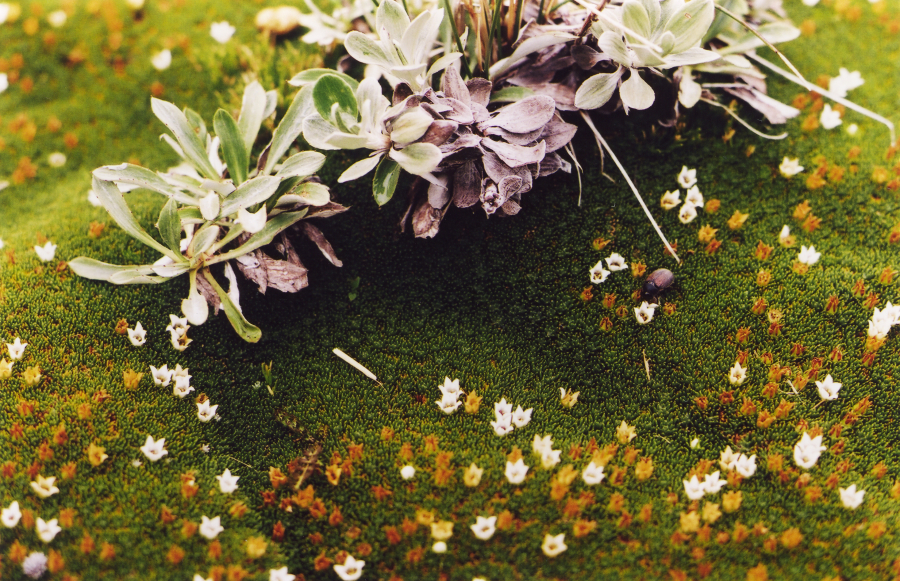
Portamento a cuscinetto
Donatia novae-zelandiae

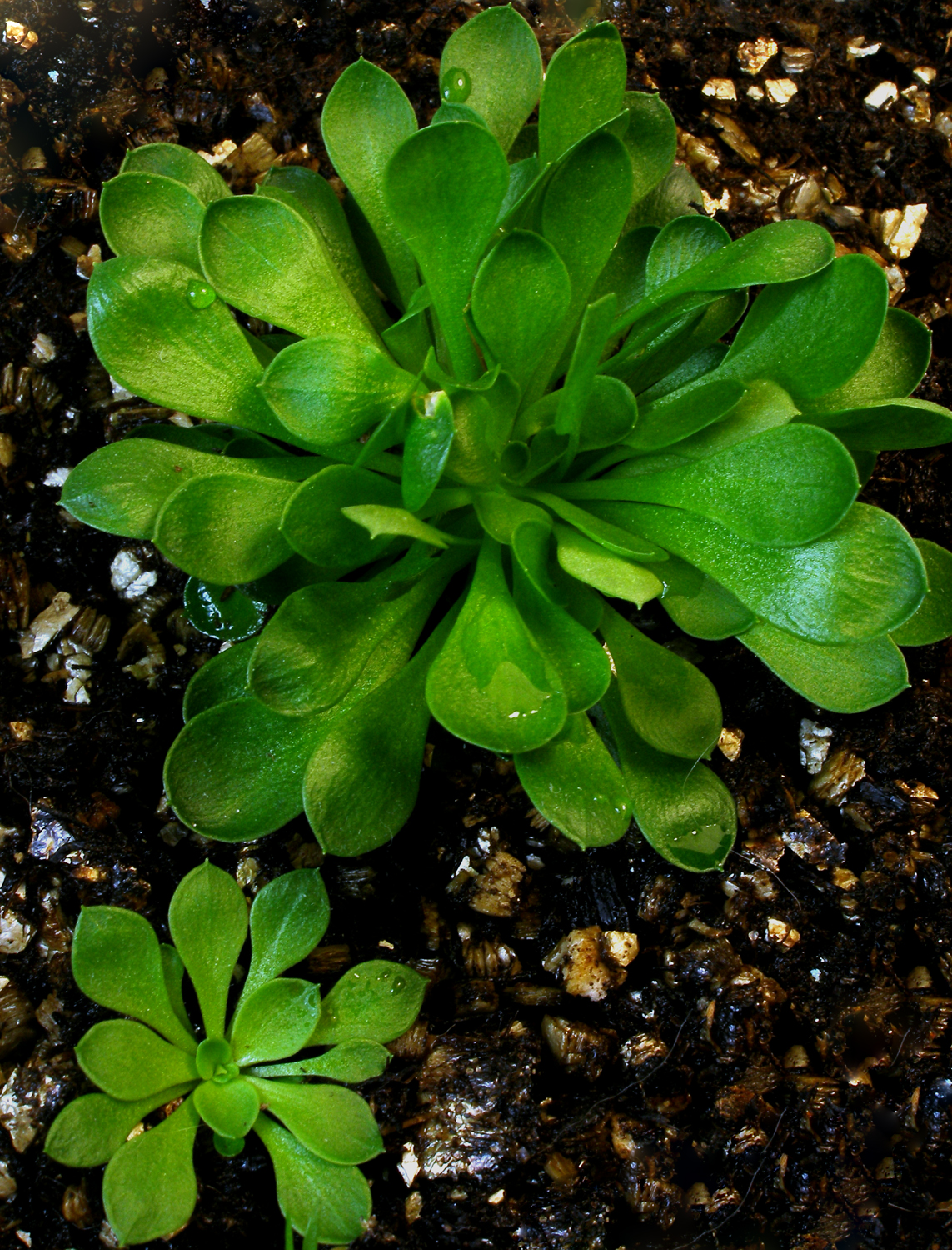
Rosetta basale
Stylidium debile

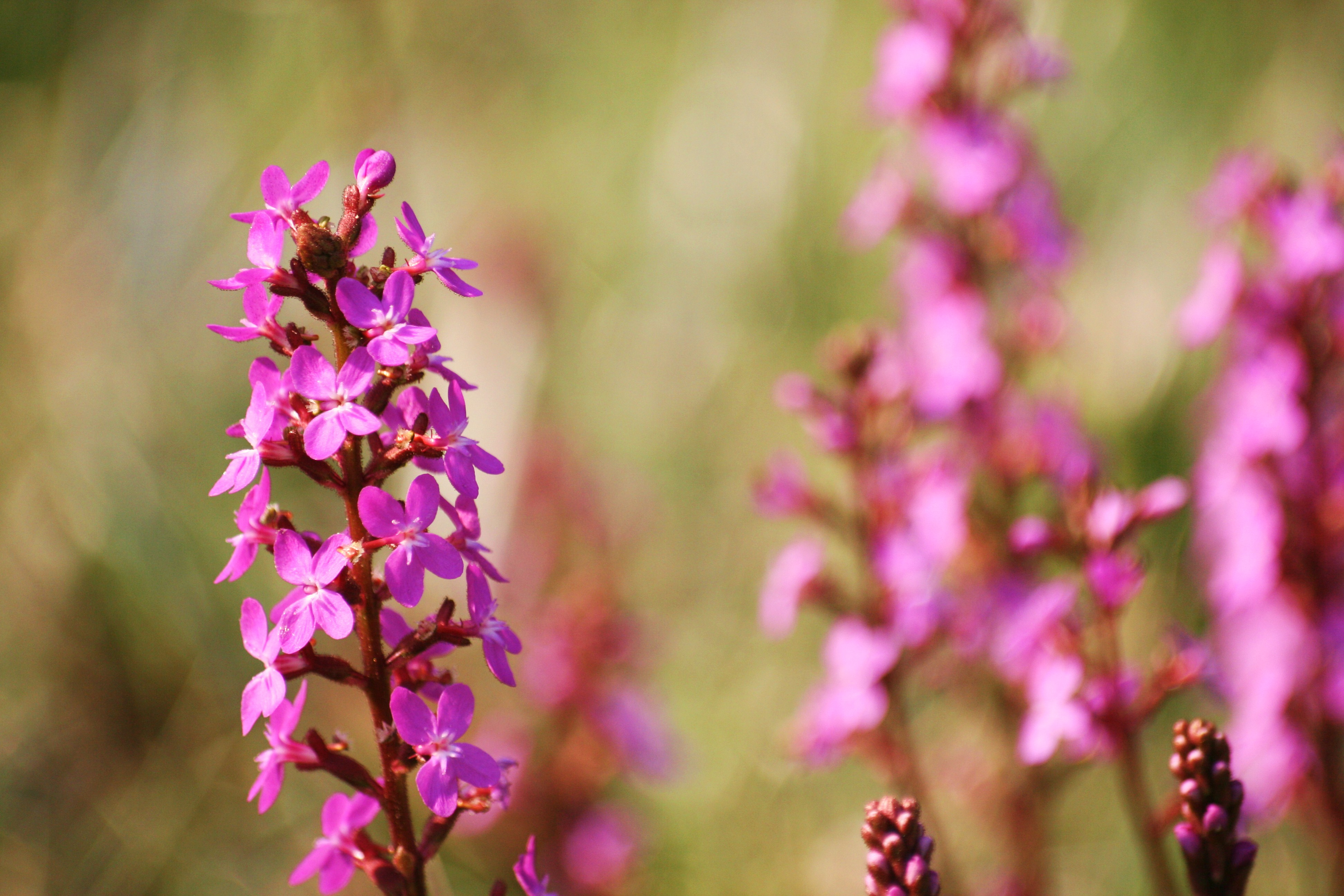
Infiorescenza
Stylidium graminifolium

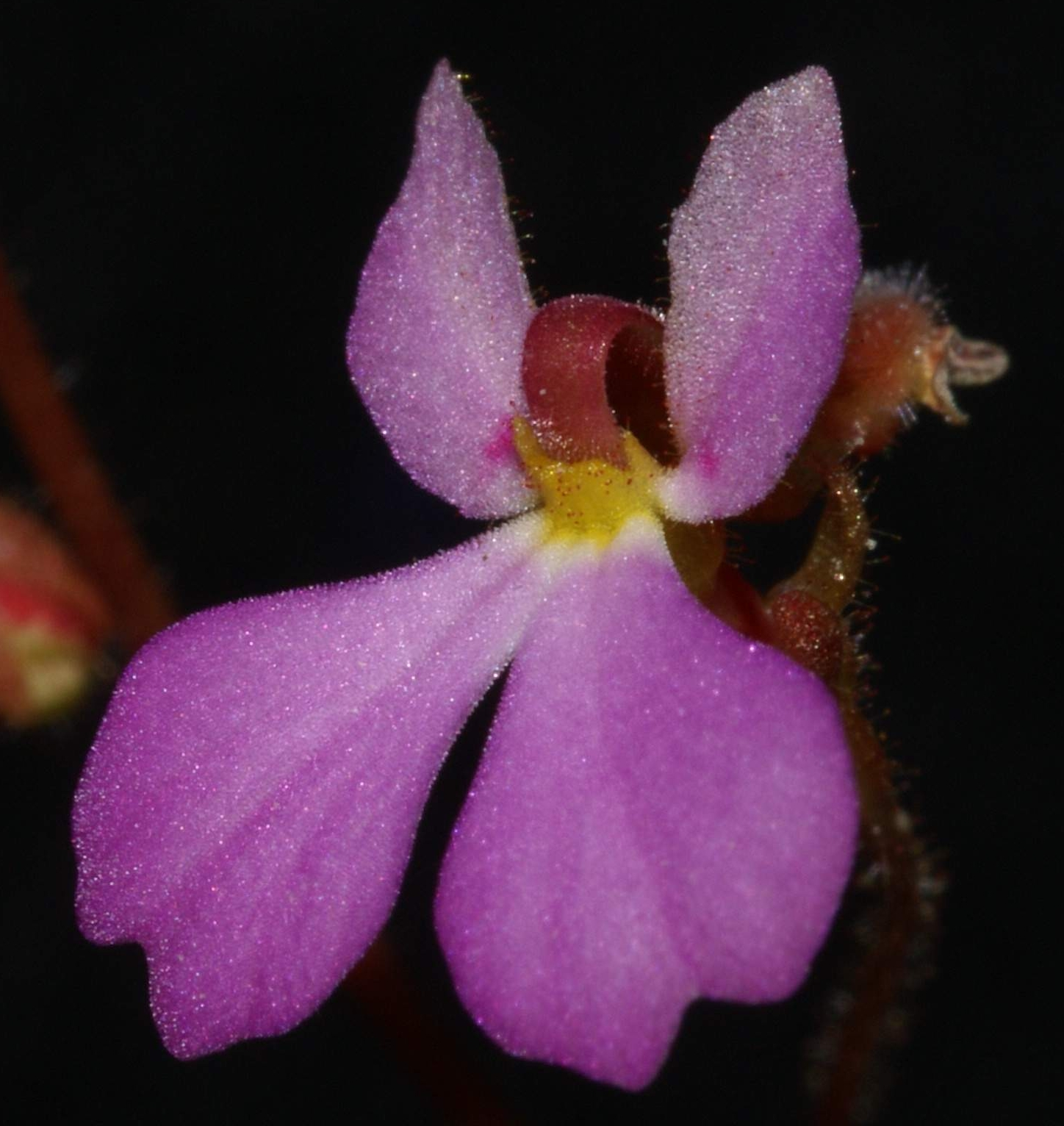
Il fiore
Stylidium turbinatum

Le specie di questa famiglia sono piante erbacee o (meno spesso) arbustive a portamento eretto o rampicante e prive di lattice; talvolta hanno delle forme a cuscinetto. Le radici sono di tipo rizomatoso o tuberoso; sono presenti anche radici aeree. Talvolta la funzione fotosintetica è trasferita agli steli.
- Foglie: le foglie in maggioranza sono raccolte in rosette basali o anche in rosette sovrapposte; in questo ultimo caso le rosette sono distanziate da internodi più o meno lunghi, semplici e lineari. Lungo il caule le foglie sono disposte in verticilli oppure sono alternate. La lamina è semplice senza stipole. Le venature sono parallele senza incroci. Non sono presenti idioblasti sclerenchimatici.
- Infiorescenza: le infiorescenze sono formate da fiori raggruppati in vario modo: a grappolo, a corimbo, a recemo oppure i fiori sono cimosi.
- Fiori: i fiori hanno una simmetria zigomorfa (oppure actinomorfa), sono ermafroditi oppure unisessuati (in questo caso le piante sono dicline) e, a parte le piante di tipo dicline, i fiori sono tetraciclici (con i quattro verticilli fondamentali delle Angiosperme: calice – corolla – androceo – gineceo); sono inoltre pentameri (ogni verticillo ha cinque elementi). I fiori con dimensione da piccole a medie sono provvisti di brattee; possono inoltre essere resupinati.

- Formula fiorale: X K (2-5-7), C (4+1), [A 2-3, G (2)] (infero), capsula
- Calice: il calce di norma è pentapartito, ma può presentarsi con due oppure con sette sepali tutti saldati insieme (connati) per formare una coppa bilabiata.
- Corolla: la corolla in genere è pentapartita (raramente arriva a 10 petali); i petali sono liberi (Donatia) o normalmente connati a formare un tubo con lobi irregolari; in particolare quello anteriore (posizione adassiale) si differenzia notevolmente dagli altri (è più piccolo) e prende il nome di labello. Il colore della corolla può essere bianco, rosa o porpora.
- Gimnostemio: in queste piante l'androceo e il gineceo in parte sono uniti insieme e formano una struttura colonnare chiamata gimnostemio.

- Androceo: gli stami di solito sono due, o tre (in tutti i casi meno del numero dei lobi della corolla) e concrescono uniti allo stilo (gimnostemio). Fa eccezione il genere Donatia che ha gli stami separati uno dall'altro e sono distinti anche dalla corolla. Le antere sono a due logge e sono in posizione estrorsa rispetto ai filamenti con deiscenza longitudinale; sono inoltre tetrasporangiate. Gli stami sono sempre fertili. Il polline è granuloso con 3 - 8 aperture, ed è colpato.
- Ginenceo: l'ovario e infero, biloculare (a due carpelli sincarpici) con placentazione assile; a volte il carpello posteriore abortisce e l'ovario diventa uniloculare con placentazione parietale. L'ovario in qualche caso può essere anche triloculare. Gli ovuli sono numerosi (15 - 50) e anatropi. Lo stilo è semplice (Donatia) oppure possiede due (o tre) stigmi che nella formazione del gimnostemio sovrastano le antere.

- Frutti: il frutto è tipo capsula (carnosa oppure no) a volte indeiscente e a volte deiscente per setti. I semi (da 4 a 100) sono piccoli con endosperma. I cotiledoni sono 2.

## Riproduzione
La riproduzione è tramite impollinazione entomofila  (le piante sono ermafrodite). Il meccanismo per l'impollinazione entomofila in questa famiglia è molto specializzato: in Stylidium il gimnostemio se attivato in modo tattile da un insetto si sposta repentinamente di lato in modo da depositare il polline sull'insetto pronubo, oppure in Levenhookia essendo il gimnostemio immobile, è compito del cappuccio del labello, con le sue vibrazioni, provocare lo spargimento del polline. La dispersione dei semi può avvenire per opera di piccoli insetti come le formiche (disseminazione o dispersione mirmecoria).

## Distribuzione e habitat
L'areale delle specie di questa famiglia si estende dalla parte meridionale del Sud America (poche specie) all'Australia, Nuova Zelanda e Filippine fino all'isola di Ceylon. Gli habitat sono quelli tipici sia temperati che tropicali.

## Tassonomia
Questa famiglia è descritta all'interno dell'ordine delle Asterales (lo stesso ordine delle Compositae, la famiglia più numerosa di specie botaniche) che comprende una dozzina di famiglie e circa 25.000 specie, le cui piante sono caratterizzate dal contenere sostanze di riserva come l'oligosaccaride inulina e dall'impollinazione con meccanismo "a pistone". In passato la famiglia, per la peculiare conformazione degli organi maschili adnati a quelli femminili (gimnostemio) era spesso descritta all'interno dell'ordine delle Synandrae.

### Filogenesi

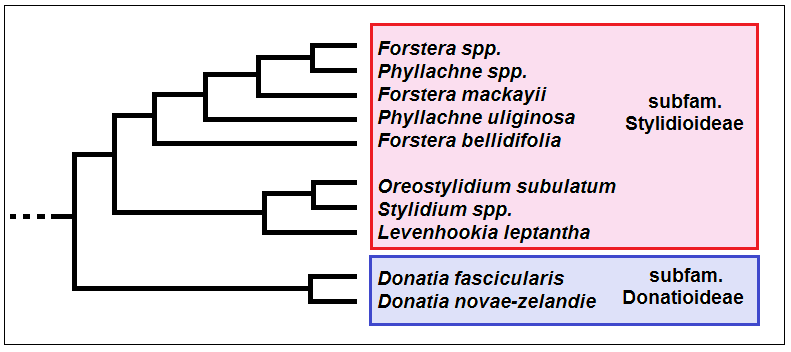
Cladogramma della famiglia

La classificazione tradizionale delle Stylidiaceae, secondo il (Sistema Cronquist), è relativa all'ordine Campanulales; mentre la moderna classificazione filogenetica (APG III) le colloca nell'ordine Asterales in posizione “gruppo fratello” del gruppo di famiglie Asteraceae/Calyceraceae/Goodeniaceae/Menyanthaceae.
Per questa famiglia i caratteri distintivi di interesse filogenetico sono:
- la conformazione "anterostilare" (gimnostemio);
- il basso numero di stami;
- la posizione estrorsa e riflessa delle antere;
- la monocarpellarità dell'ovario per aborto del secondo carpello.

In particolare nel fusto è presente una "anomalia" che avvicina queste dicotiledoni alle monocotiledoni: lo sviluppo "secondario" del fusto avviene tramite la formazione di fasci cribro-vascolari all'esterno di quello primario (come ad esempio nelle specie monocotiledoni del genere Dracaena - Famiglia Asparagaceae - Ordine Asparagales). Anche i due stami concresciuti con lo stilo rappresentano una anomalia rispetto alla linea filogenetica derivata dalle Campanulaceae diffuse in Australia e Nuova Zelanda.
L'età di separazione di questa famiglia è stimata attorno ai 65-71 milioni di anni.
All'interno della famiglia sono descritte due sottofamiglie:
- Donatioideae B. Chandler (con solo il genere Donatia; il sistema APG III raccomanda l'inclusione del genere Donatia in Stylidiaceae ma permette il riconoscimento facoltativo della famiglia monogenere Donatiaceae).
- Stylidioideae Kittel (il resto dei generi).

Per i caratteri distintivi delle sue sottofamiglie vedere il paragrafo "Chiave per i generi". La sottofamiglia Stylidioideae si stima che si sia separata circa 39 milioni di anni fa. Da un punto di vista filogenetico Donatia è “gruppo fratello” del resto della famiglia al cui interno Forstera e Levenhookia potrebbero essere raggruppati e “gruppo fratello” degli altri tre generi; ma quest'ultima relazione ha un supporto debole. Altri studi propogono due altri raggruppamenti: (1) Forstera/Phyllachne e (2) Oreostylidium/Stylidium/Levenhookia. Il cladogramma a lato (tratto dallo studio citato e semplificato) mostra una possibile configurazione filogenetica della famiglia.
Il numero cromosomico delle specie di questa famiglia ha i seguenti valori: 2n = 10, 24, 30, 32, 36, 52, 56, 60.

### Generi della famiglia
La famiglia si compone di 6 generi e 309 specie:

| Genere                                 | Numero specie                               | Distribuzione                          |
| -------------------------------------- | ------------------------------------------- | -------------------------------------- |
| Donatia J. R. Forst., 1776             | 2 spp.                                      | Australia, Nuova Zelanda e Sud America |
| Forstera L. ex G.Forst., 1780          | 7 spp.                                      | Tasmania e Nuova Zelanda               |
| Levenhookia R. Br., 1810               | 10 spp.                                     | Australia                              |
| Oreostylidium Berggren, 1877           | Una specie Oreostylidium subulatum Berggren | Nuova Zelanda                          |
| Phyllachne J.R.Forst. & G.Forst., 1776 | 4 spp.                                      | Tasmania, Nuova Zelanda e Sud America  |
| Stylidium Swartz ex Willd., 1805       | 285 spp.                                    | Australia e Asia                       |

### Chiave per i generi
Per meglio comprendere ed individuare i vari generi della famiglia l'elenco seguente utilizza in parte il sistema delle chiavi analitiche:
- Gruppo 1A: il portamento delle piante è erbaceo (erbe nane a cuscinetto) con fiori solitari actinomorfi; i lobi della corolla e i sepali del calice sono liberi; l'androceo e il gineceo sono separati; le antere possono essere tre;

- Donatia.

- Gruppo 1B: il portamento delle piante è erbaceo o arbustivo con fiori per lo più zigomorfi; i lobi della corolla sono connati; l'androceo e il gineceo sono uniti nel gimnostemio; i frutti sono delle capsule deiscenti;

- Gruppo 2A: un lobo della corolla (labello) è più piccolo degli altri, in genere posizionato sotto il gimnostemio;

- Stylidium: il gimnostemio normalmente è piegato, raramente è quasi diritto e non è racchiuso nella parte superiore dal labello.
- Levenhookia: il gimnostemio è diritto o leggermente piegato ed è racchiuso nella parte superiore dal labello.

- Gruppo 2B: i lobi della corolla sono più o meno uguali;

- Gruppo 3A: i peduncoli sono più lunghi delle foglie;

- Forstera.

- Gruppo 3B: i peduncoli, se presenti, sono più corti delle foglie;

- Phyllachne: i fiori sono quasi sessili; le piante formano dei cuscinetti glabri;
- Oreostylidium: i fiori hanno dei corti pedicelli; le piante sono delle erbe stolonifere con il calice ricoperto di peli ghiandolari.

### Sinonimi
L'entità di questa voce ha avuto nel tempo diverse nomenclature. L'elenco seguente indica alcuni tra i sinonimi più frequenti:
- Donatiaceae B. Chandler, 1911
- Candolleaceae Schönl.

## Alcune specie

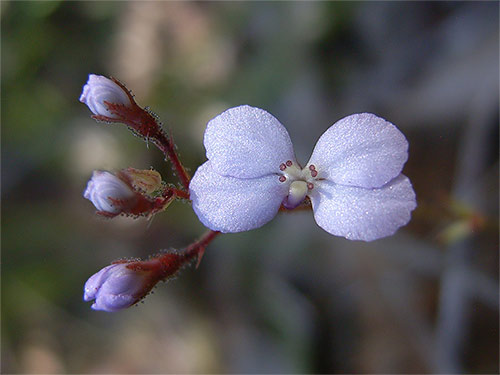
Stylidium amoenum
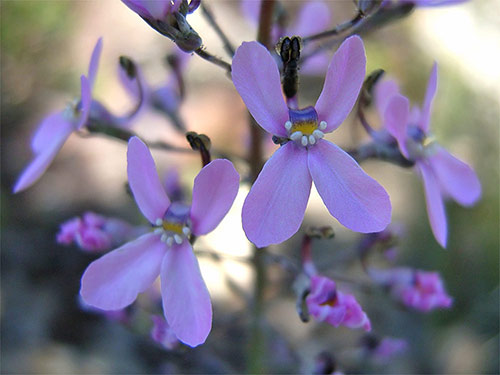
Stylidium brunonianum
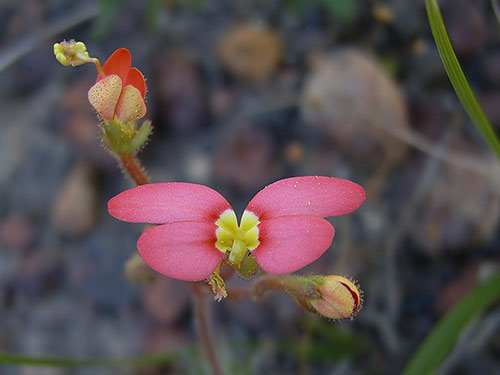
Stylidium bulbiferum
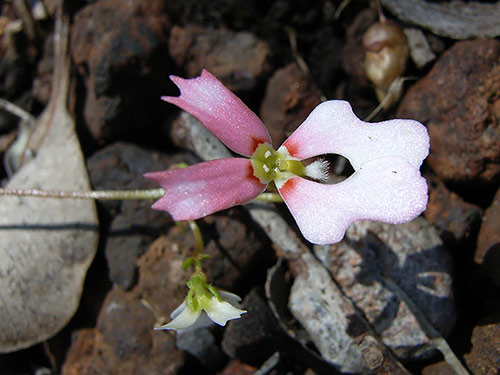
Stylidium calcaratum
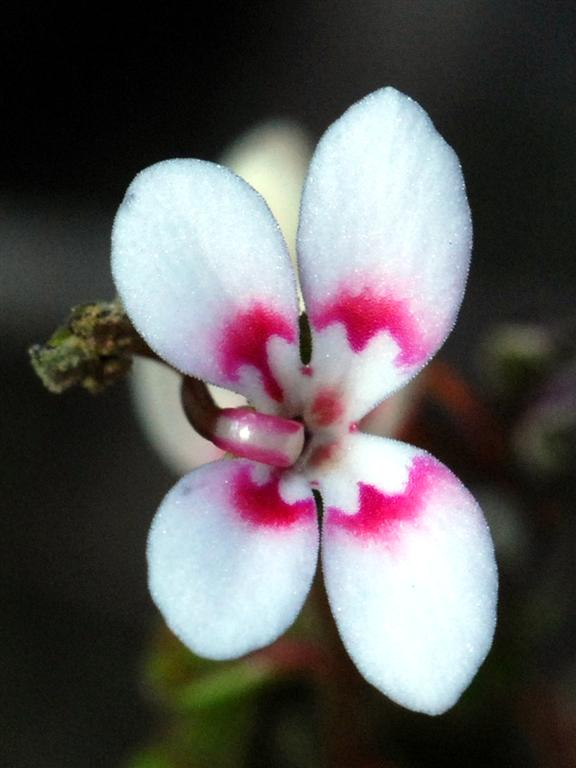
Stylidium dichotomum
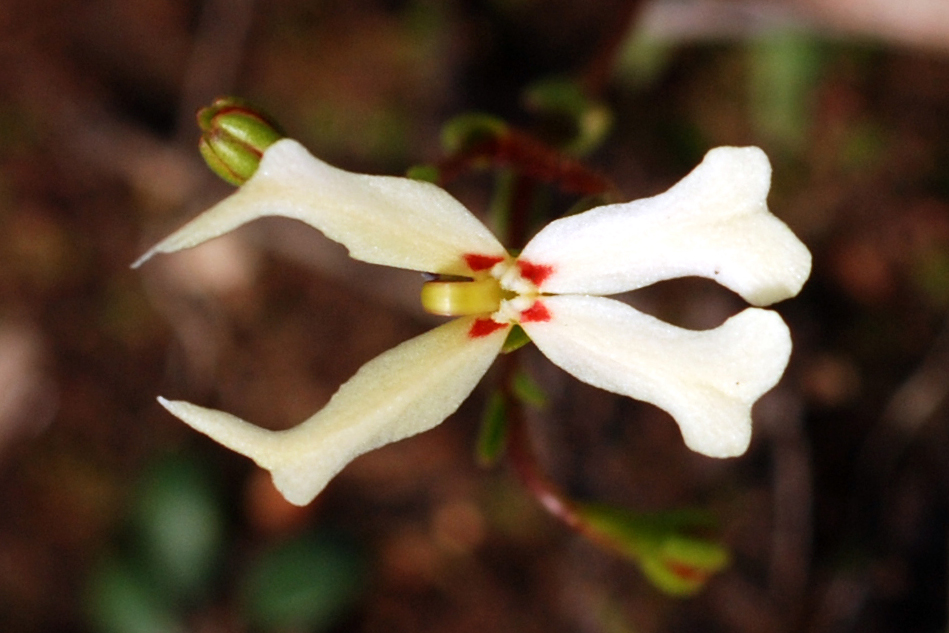
Stylidium emarginatum
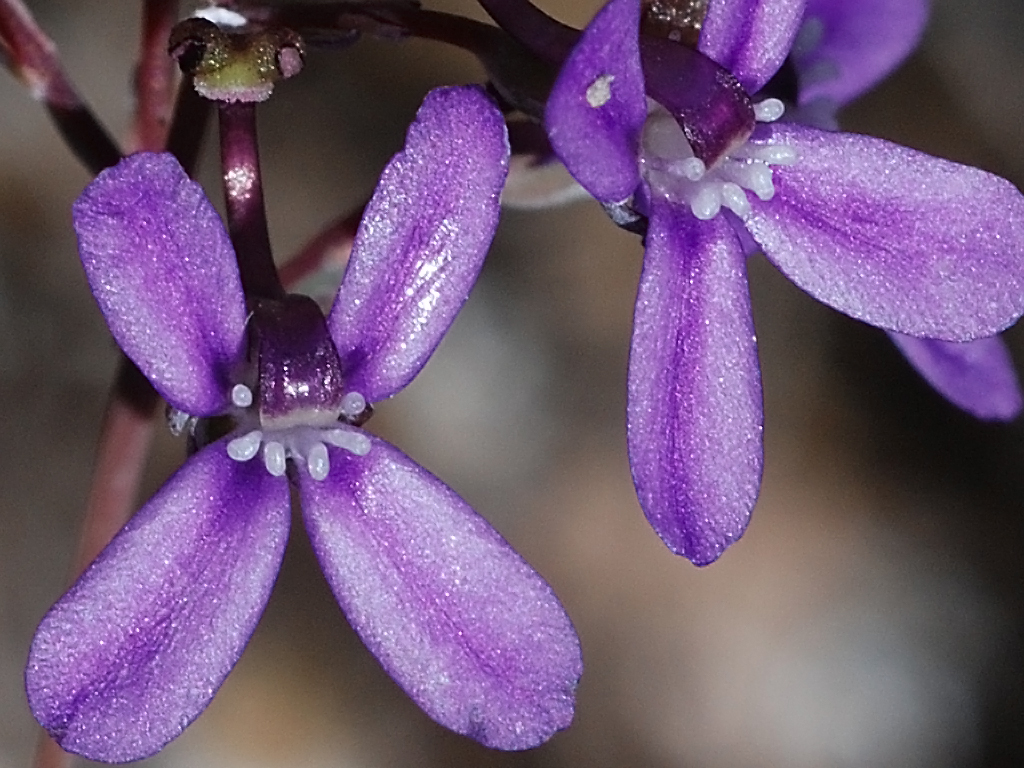
Stylidium purpureum
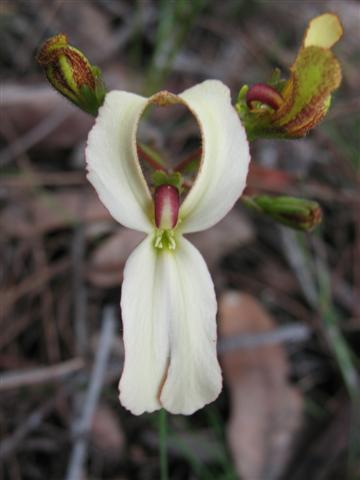
Stylidium schoenoides
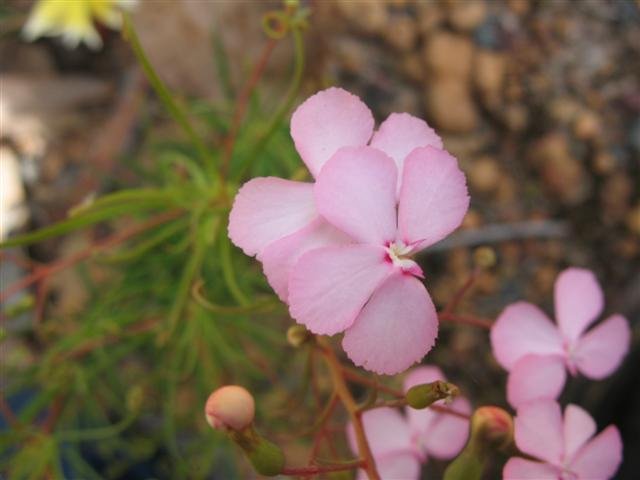
Stylidium scandens